# 牧者叢車站
牧者叢站（英語：Shepherd's Bush railway station）是倫敦地上鐵西倫敦線和英國國鐵的轉乘站，位於英國倫敦西部牧羊叢，車站入口與同名地鐵站入口只相隔一條馬路。本站開通於2008年9月28日，屬於倫敦軌道運輸第2收費區。
一系列位於牧者叢的鐵路站曾同樣被稱為牧者叢站。在倫敦地鐵環線、漢默史密斯及城市線上的牧者叢市場站則位於本站以西約500米處，與本站並沒相連。該站於1864至2008年間曾被稱為牧者叢站，後於2008年10月12日被改稱為牧者叢市場站，以避免與本站混淆。

## 歷史

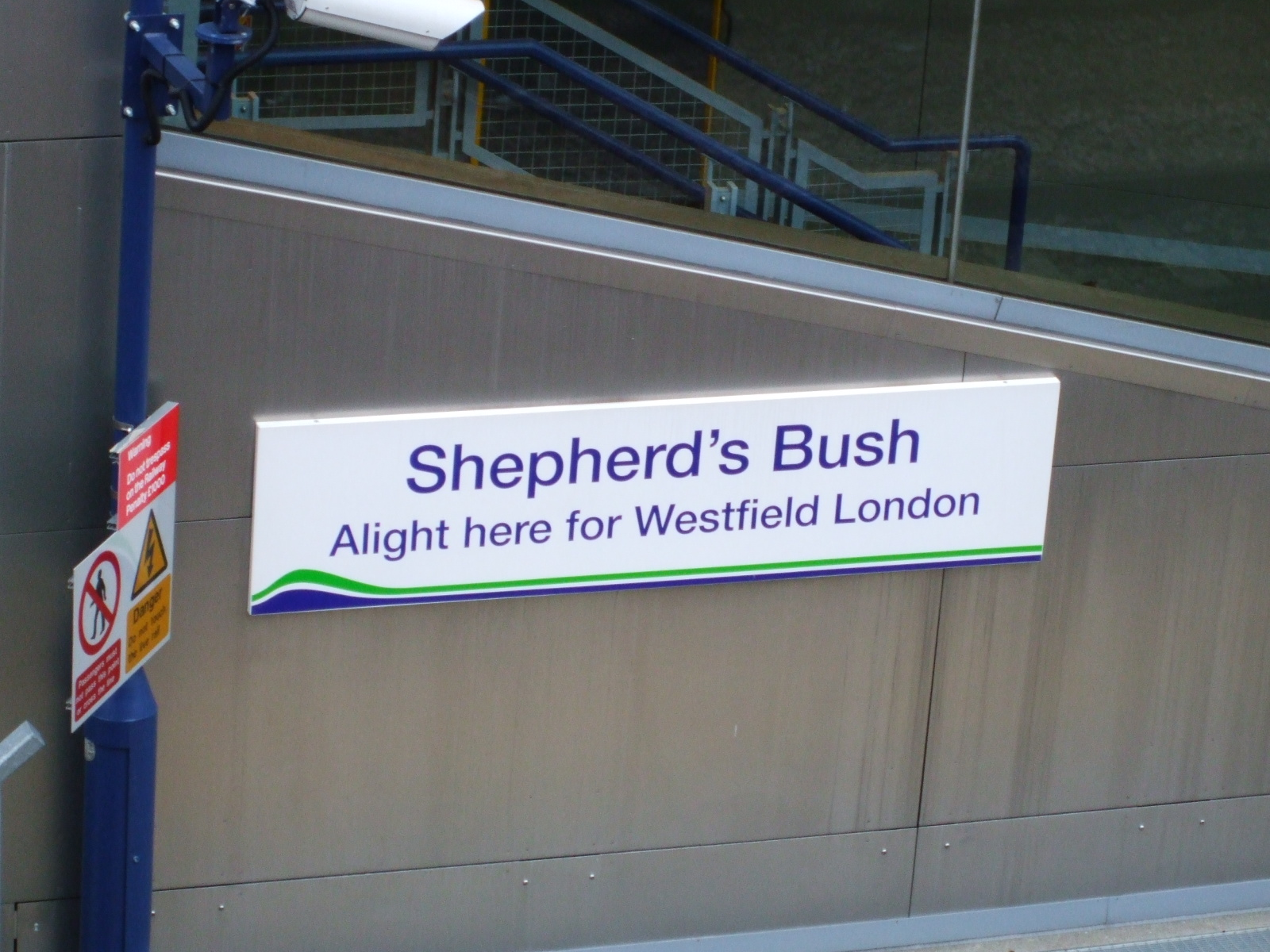
最初設立於本站的銀連形式車站標示（攝於2007年）

1869年11月1日，倫敦及西北鐵路和大西部鐵路公司於西倫敦鐵路設置了阿克斯橋路站。該站與本站幾乎位於相同的位置。1872年8月1日至1905年1月31日，大西部鐵路營運的中環線列車服務該站。1905年2月1日至1906年11月5日，該站改為由艾迪生路站（今肯辛頓（奧林匹亞）站）來往漢默史密斯的穿梭列車服務。 1906年11月6日起，大都會鐵路開設艾迪生路站來往奧德門站、途經該站的列車服務。二戰期間，西倫敦線於1939至1940年受到數次轟炸，該站連同西倫敦線於1940年10月21日關閉。該站於戰後並沒有重開。
2005年，本站以北的白城地區展開大型都市更新計劃，當中包括興建西田倫敦購物中心、以及於西倫敦線接近原阿克利橋站位置興建一座新車站。 新車站由西田集團設計及出資興建。計劃亦包括興建巴士轉乘站和重建牧者叢地鐵站。
本站的建造工程於2006年初展開。當時本站預計於2007年夏天完工啟用 ，然而基於車站的客流量估算，建成後的北行月台被指過窄，其闊度與鐵路安全法規所要求的下限相差460毫米，因此北行月台需要改造才能啟用。因此本站延期至2008年9月28日才正式啟用。
本站的車站編號為SPB，位置編碼則為9587。雖然當時尚未啟用，本站已出現於2007年5月的列車時間表。由於本站最初預計於2007年通車，因此一開始本站設立了銀連鐵路公司形式的標示。2008年本站開通時，由於服務經營權已轉移至倫敦地上鐵，因此標示亦已更新為地上鐵的形式。
2014年，英國鐵路網公司出資2500萬英鎊以延長西倫敦線各站的月台，工期預定為9個月。2015年4月，本站的月台延長工程完成，以容納南方鐵路的八卡列車。此外，本站亦同時新增了一座行人天橋，並於車站北端設立新出口以疏導客流。

## 列車班次
本站的列車服務由倫敦地上鐵和南方鐵路提供。
每小時倫敦地上鐵提供的列車班次為：
- 4班 北行 往 斯特拉福德 （途經威爾斯登交匯）
- 4班 南行 往 克拉珀姆交匯

每小時南方鐵路提供的列車班次為：
- 1班 北行 往 沃特福德交匯
- 1班 南行 往 東克羅伊登 （途經克拉珀姆交匯）

## 接駁交通
- 牧者叢地鐵站：中央線

倫敦交通局於兩站間設置站外轉乘優惠，使用蠔卡或其他非接觸式支付系統的乘客如於本站/牧者叢地鐵站出閘後指定時間內於牧者叢地鐵站/本站入閘，兩程車費將合併計算。
- 倫敦巴士 31, 49, 72, 94, 95, 148, 207, 220, 228, 237, 260, 272, 283, 295, 316, 607 和C1號線
- 倫敦通宵巴士N207號線

## 車站相片

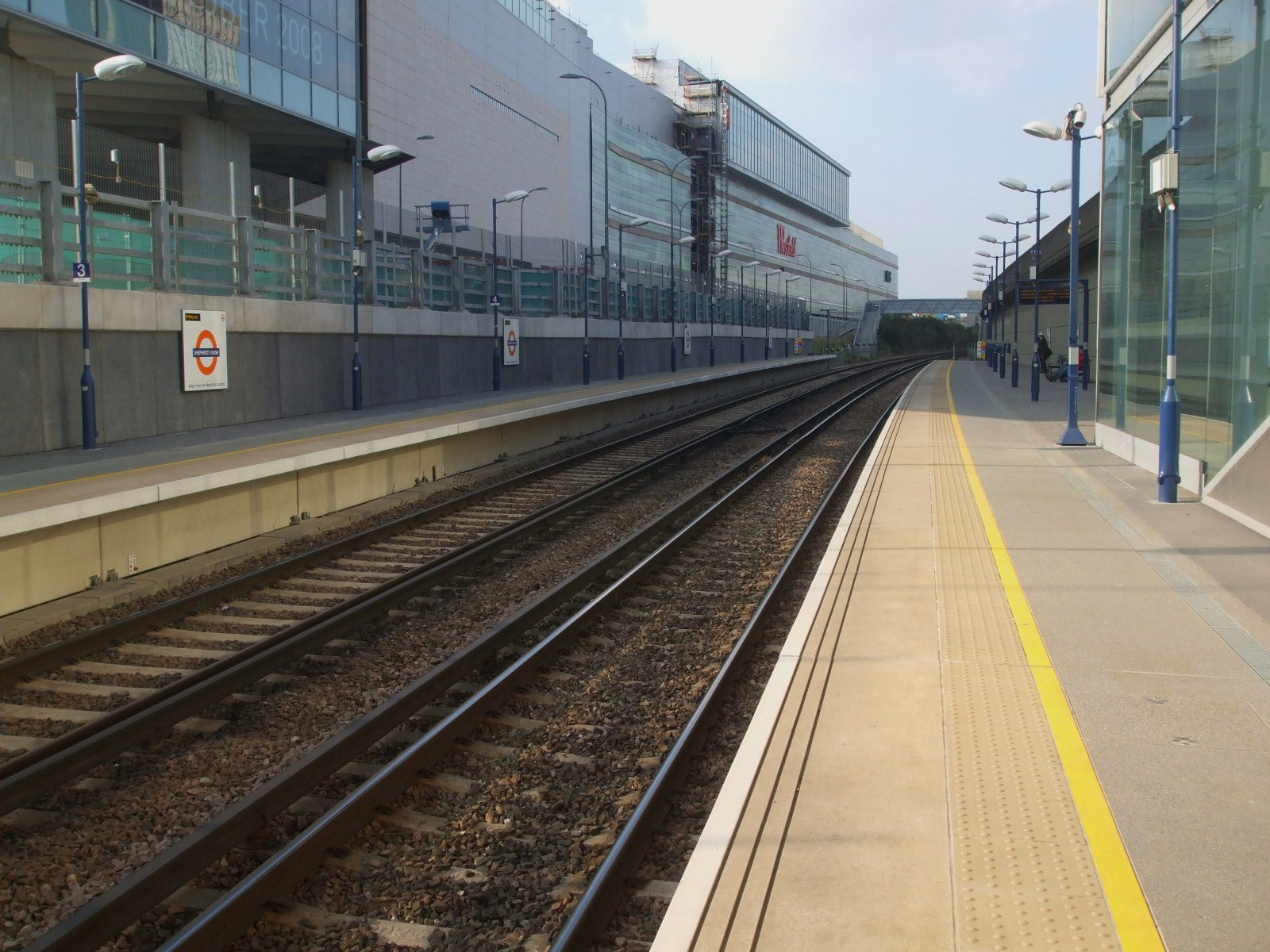
本站月台，視角向北
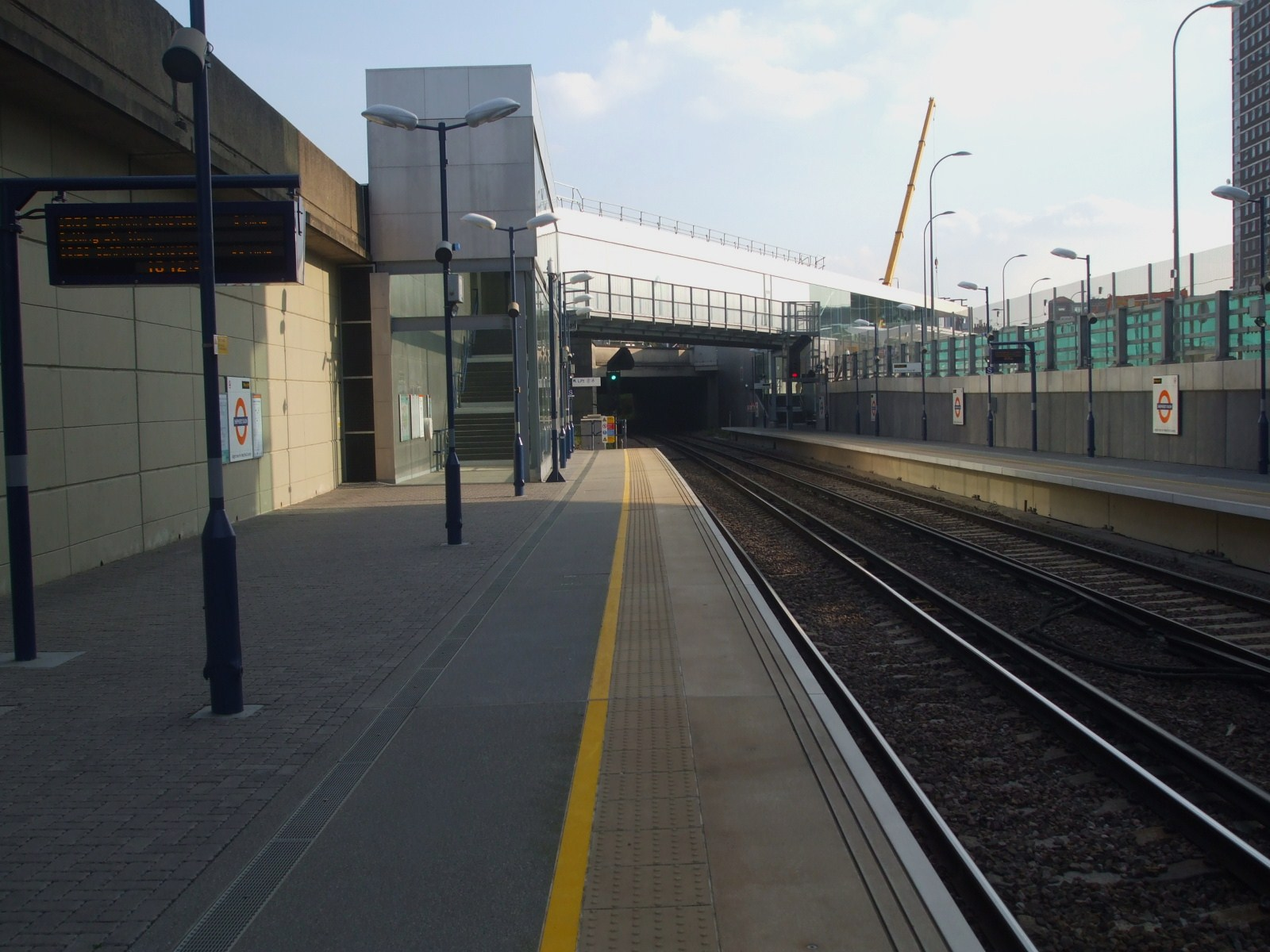
本站月台，視角向南
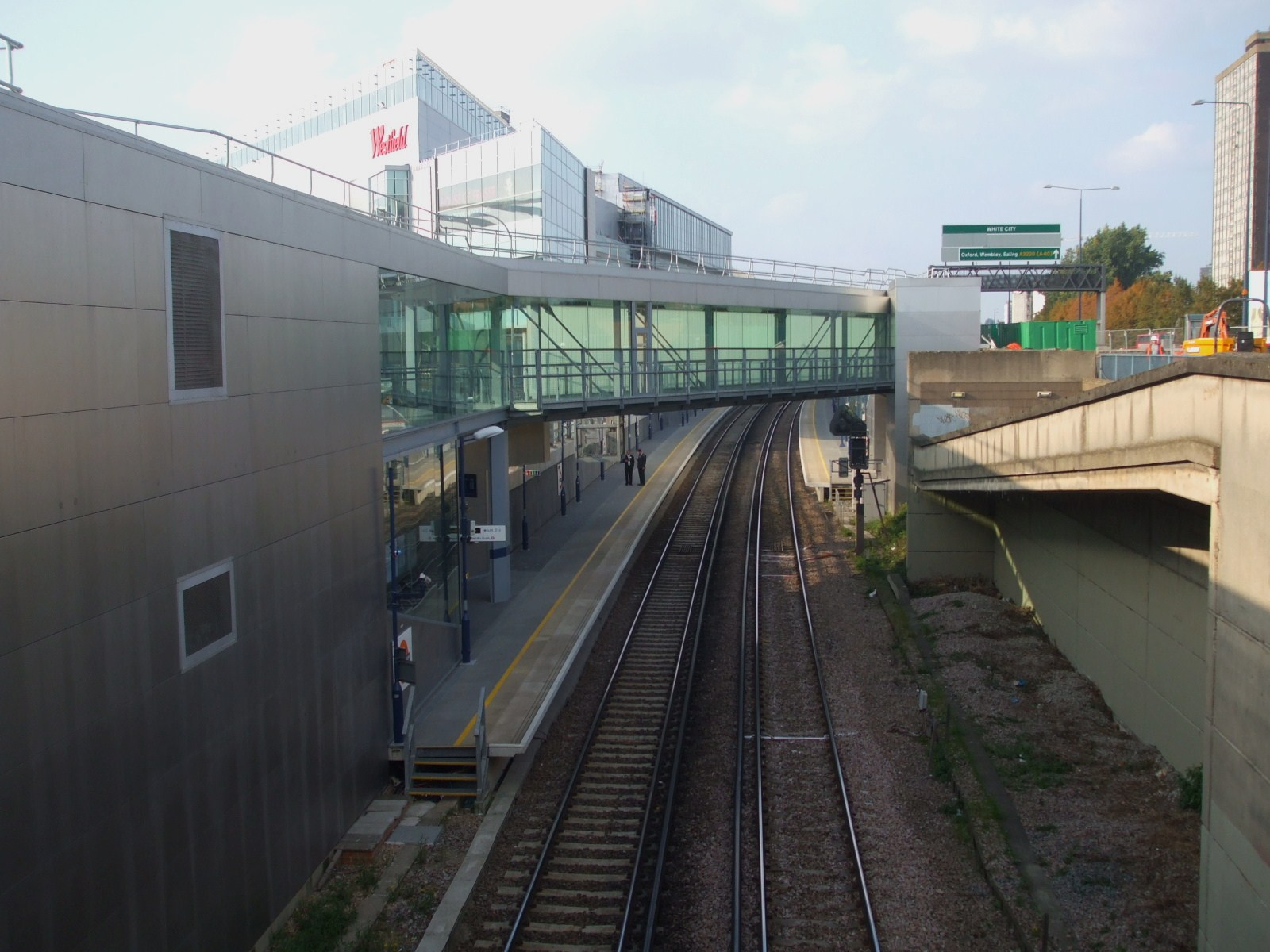
從阿克斯橋路向北望向本站
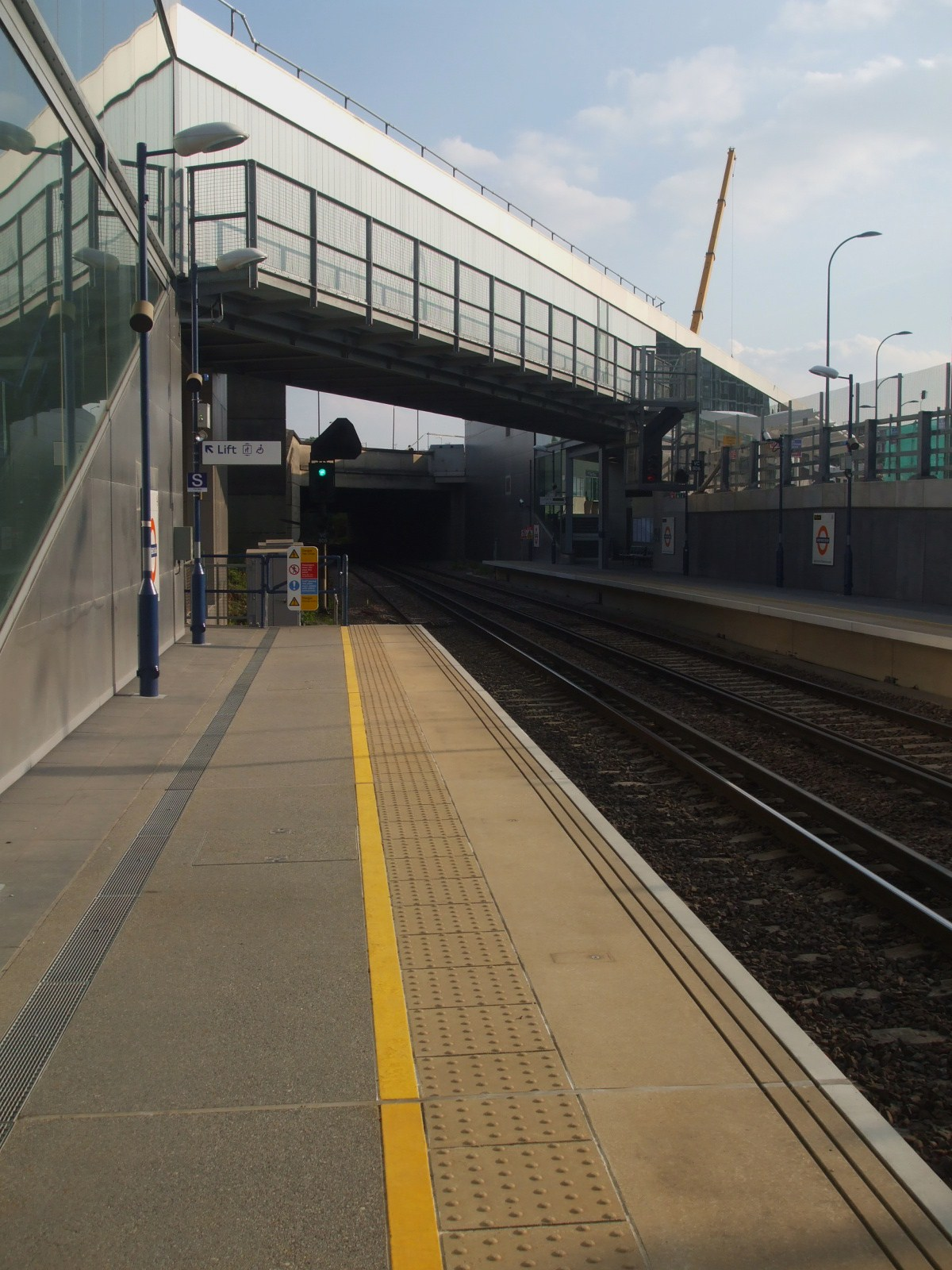
本站行人天橋，視角向南
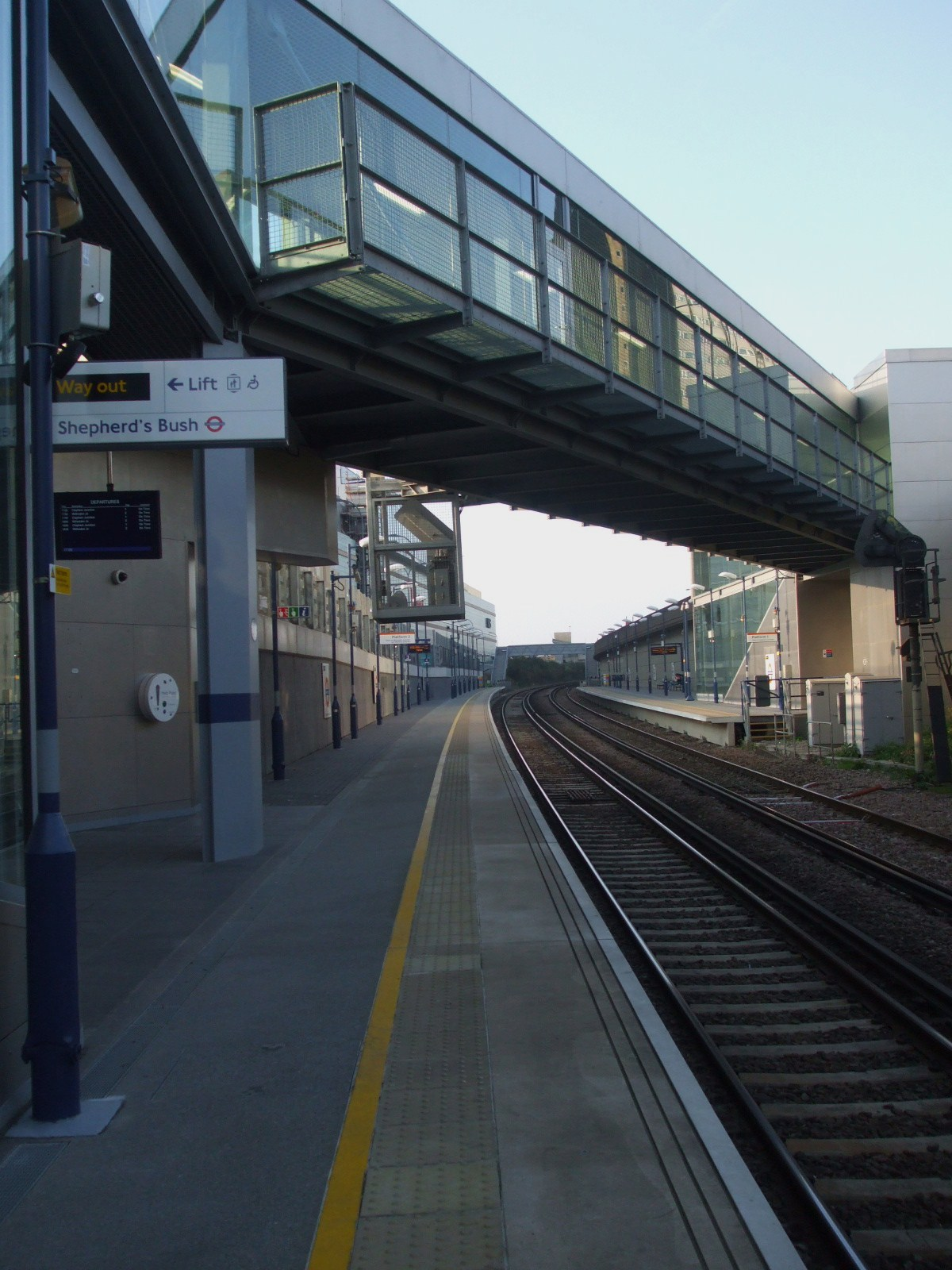
本站行人天橋，視角向北
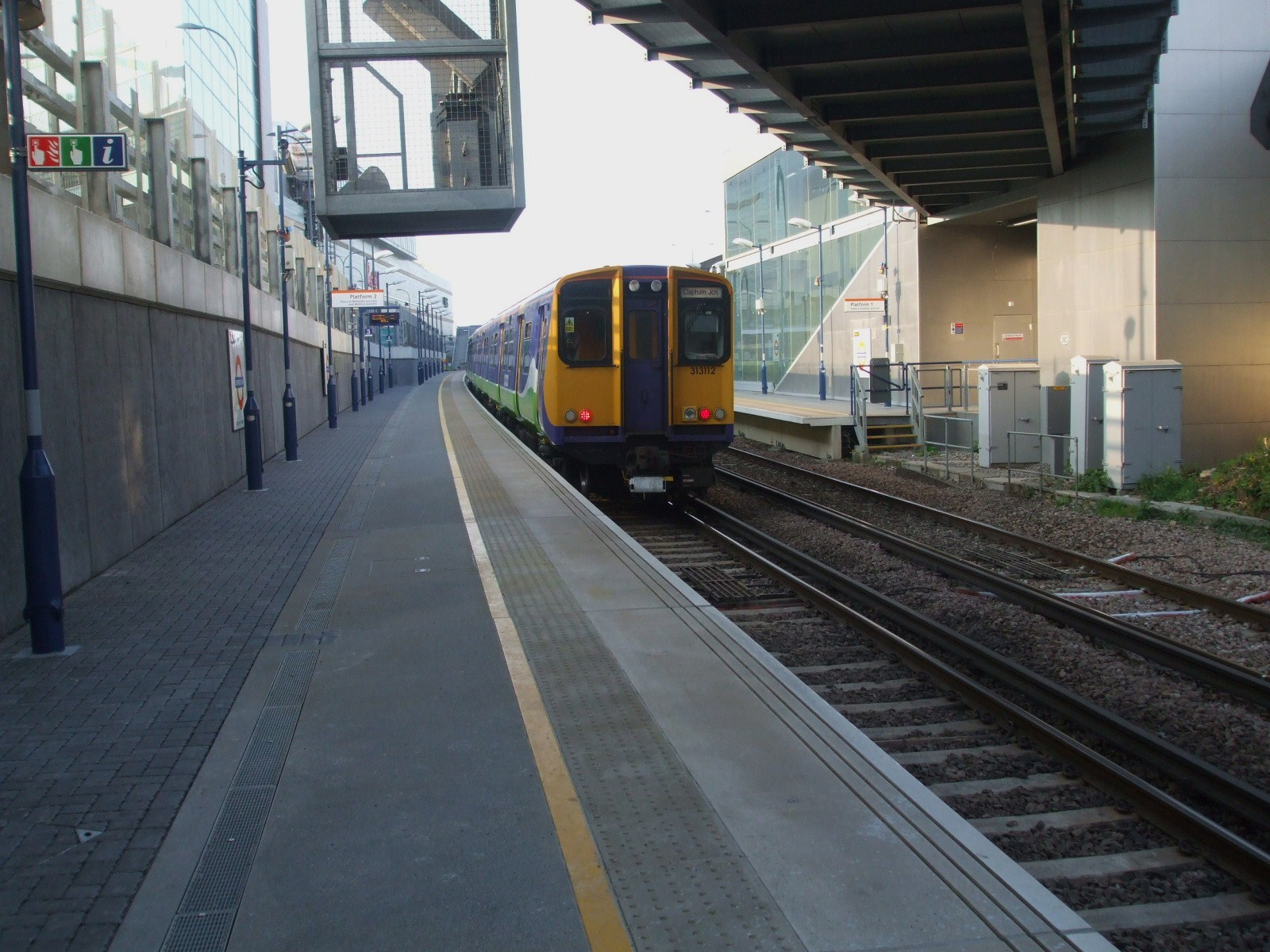
倫敦地上鐵英國鐵路313型電聯車北行列車正駛離本站
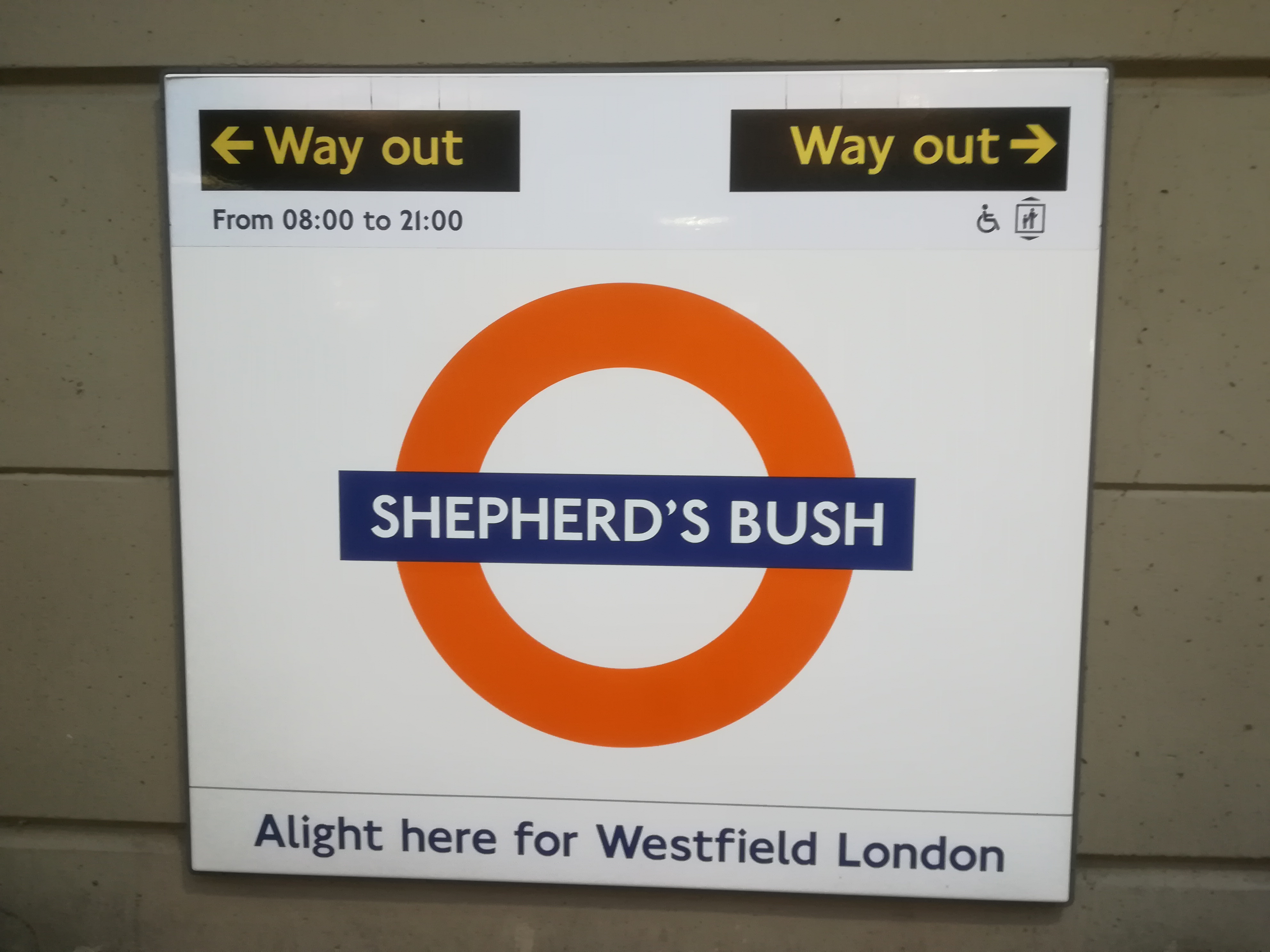
月台上的倫敦地上鐵橙色圓標
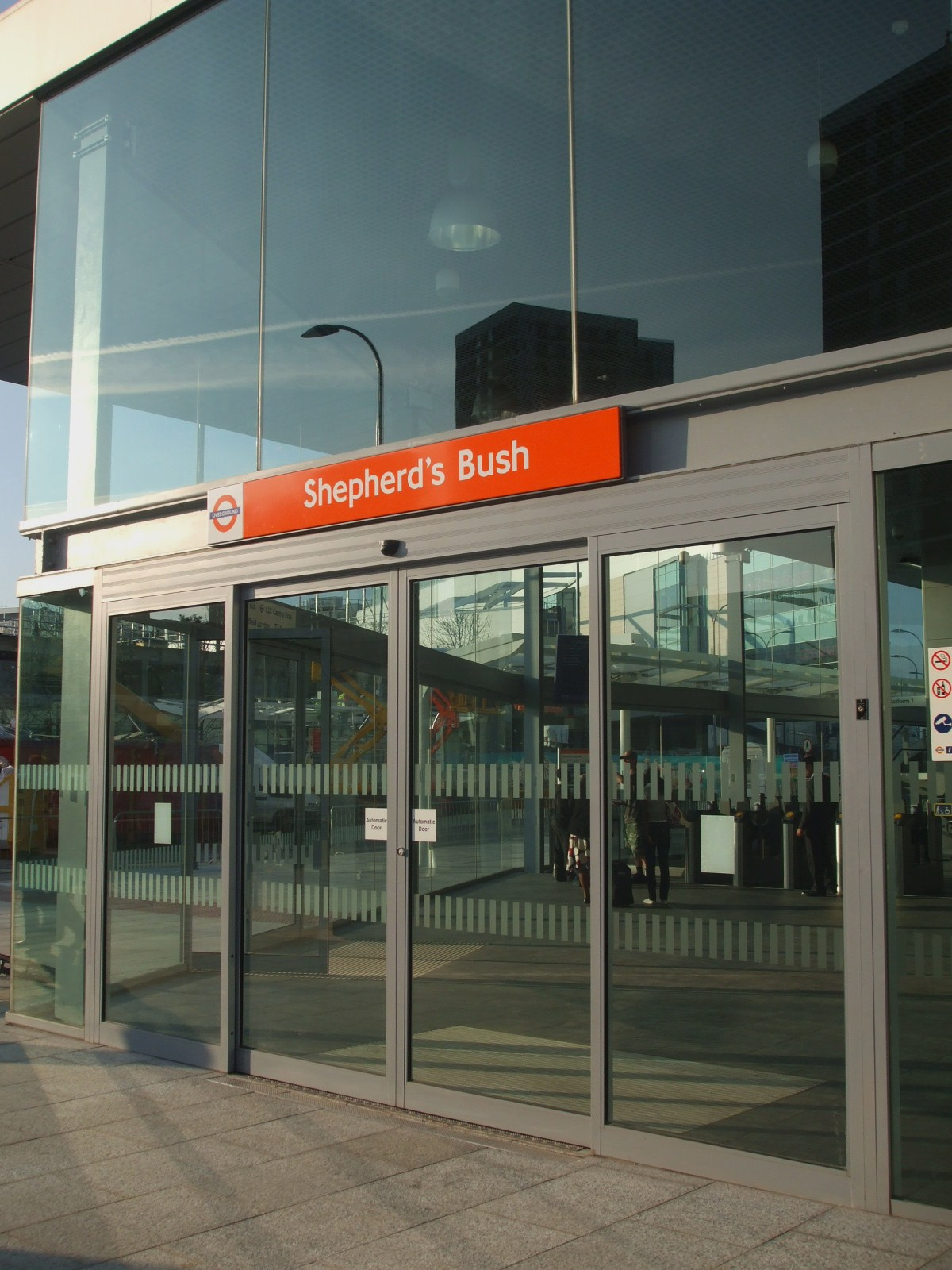
本站的南出入口（攝於2008年9月28日）

## 外部連結
- Map of London Overground （页面存档备份，存于）
- Some details on the transport aspects of the new development （页面存档备份，存于）, including this station